# Mahajanga-provinsen
16°45′S 46°15′Ø / 16.750°S 46.250°Ø
Mahajanga (eller Majunga) er den næststørste af Madagaskars seks tidligere provinser. Med en befolkning på 1.896.000 personer (2004) og et areal på 150.023 km² har Mahajanga en befolkningstæthed på 12,6 indbyggere per kvadratkilometer.

## Geografi
Provinsen grænser til Antananarivo mod sydøst, Antsiranana mod nord, Toamasina mod øst og Toliara mod sydvest.
Mahajanga består af fire af landets i alt 22 regioner (faritra), som i oktober 2009 blev landets højeste subnationale niveau. Disse er igen inddelt i sammenlagt 21 distrikter (fivondronana):
| - Regionen Betsiboka: - 10. Kandreho (distrikt) (Kandreho) - 11. Maevatanana (distrikt) (Maevatanana) - 21. Tsaratanana (distrikt) (Tsaratanana) - Regionen Boeny: - 1. Ambatoboeny (distrikt) (Ambatoboeny) - 12. Mahajanga II - 13. Mahajanga - 17. Marovoay (distrikt) (Marovoay) - 18. Mitsinjo (distrikt) (Mitsinjo) - 20. Soalala (distrikt) (Soalala) - Regionen Melaky: - 2. Ambatomainty (distrikt) (Ambatomainty) - 4. Antsalova (distrikt) (Antsalova) - 8. Besalampy (distrikt) (Besalampy) - 14. Maintirano (distrikt) (Maintirano) - 19. Morafenobe (distrikt) (Morafenobe) - Regionen Sofia: - 3. Analalava (distrikt) (Analalava) - 5. Antsohihy (distrikt) (Antsohihy) - 6. Bealanana (distrikt) (Bealanana) - 7. Befandriana-Nord (distrikt) (Befandriana-Nord) - 9. Boriziny (distrikt) (Boriziny) - 15. Mampikony (distrikt) (Mampikony) - 16. Mandritsara (distrikt) (Mandritsara) |

## Eksterne kilder og henvisninger
1. ↑  Profile des marchés pour les évaluations d’urgence de la sécurité alimentaire p. 27, Eliane Ralison og Frans Goossens 2006 hentet 5. maj 2009

- Wikimedia Commons har flere filer relateret til Mahajanga-provinsen